# Armen Lubin
Armen Lubin, ou Chahan Chahnour, de son vrai nom Chahnour Kerestedjian, né le 3 août 1903 à Üsküdar (district de Constantinople) et mort le 20 août 1974 à Saint-Raphaël, est un écrivain et poète français d’origine arménienne. Il fut Régent du Collège de 'Pataphysique.

## Biographie

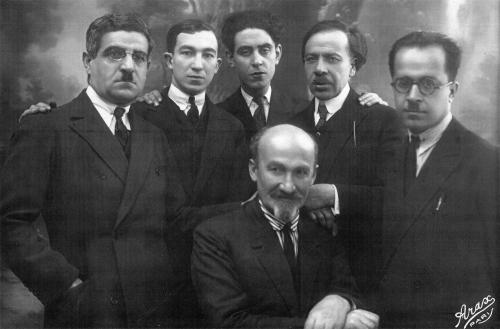
Rédaction du journal Haratch en février 1928. De gauche à droite : Chavarch Missakian, Armen Lubin, Nechan Bechiktachlian, Melkon Kebabdjian, Chavarch Nartouni et Teotig.

Armen Lubin naît Chahnour Kerestedjian le 3 août 1903 à Üsküdar (district de Constantinople) dans une famille arménienne. Il est le fils de Takouhie, sœur de l'écrivain Teotig. Il fait ses études à l'école Berberian, dont il sort en 1921. Il apprend le français pendant cette période. En 1922, il quitte la Turquie et s'installe à Paris l'année suivante, où il devient photographe jusqu'en 1939.
Armen Lubin est un écrivain participant activement au mouvement littéraire arménien de France dès la fin des années 1920. Ainsi, il publie des romans en arménien sous le nom de Chahan Chahnour : son premier roman, Retraite sans chanson, date ainsi de 1929. Il dirige pendant un temps la revue Menk. Pendant les années 1930, il est aussi l'auteur d'articles dans Abaka.
Vers 1936-1937, il est atteint d'une tuberculose osseuse (ou alors une ostéolyse), ce qui le rend invalide et le conduit d'hôpital en hôpital après la perte de sa maison en 1949.
En 1945, il commence à écrire en français sous le pseudonyme d'Armen Lubin après s'être partiellement remis de ses problèmes de santé. Il connaît une certaine notoriété et remporte des prix littéraires. Il transcende la douleur par une création poétique tendre, souvent gaie et amère, et à l'écoute des êtres les plus faibles. 
Il revient à l'écriture en arménien après 1958.
Le 13 juillet 1959, il est régent du Collège de 'Pataphysique.
Il est transféré au Home arménien de Saint-Raphaël au début des années 1960. Il meurt à l'hôpital de la ville le 20 août 1974 (ou à Paris selon Krikor Beledian et la BNF). Il est inhumé au cimetière du Père-Lachaise (88e division).

## Œuvre

### En français
- Le Passager clandestin, 1946[5].
- Sainte Patience, 1951.
- Transfert nocturne, 1955.
- Les Hautes Terrasses, 1957.
- Feux contre Feux,  1968, prix Caroline Jouffroy-Renault
- Les Logis provisoires, éd Rougerie, 1983
- Le Passager clandestin - Sainte Patience - Les Hautes Terrasses et autres poèmes, 2005, préface de Jacques Réda, coll. Poésie/Gallimard.
- La retraite sans fanfare. Histoire illustrée des Arméniens à leur arrivée à Paris suite au génocide de 1915-1916, 1929 (trad. française, L'Act Mem, 2009).

### En arménien
- Nahantche Arantz Yerki (Retraite sans chanson), Imprimerie Massis, Paris, 1929.
- Haraléznérou Tavadjanoutioune (La Trahison des dieux Alèzes), Imprimerie Der Hagopian, Paris, 1933.
- Tertis Guiragnoria Tive (Le Numéro de dimanche de mon journal), Imprimerie Sévan, Beyrouth, 1958.
- Yerguère (Œuvres), éd. d'État de l'Arménie soviétique, Erevan, 1962.
- Zouïk me garmir dedragnère (Une paire de cahiers rouges), éd. de la revue Chirak, Beyrouth, 1967.
- Azaden Gomidas (Gomidas le libre), Haratch, Paris, 1970.
- Pats domare (Registre ouvert), Haratch, Paris, 1971.
- Grague goghkis (Le Feu à mon flanc), Haratch, 1973.